# Josée Sann
Josée Sann (geboren als Suzanne Marie Josephe Maniet, Mont-sur-Marchienne, België, 1 januari 1911) was een zangeres of voordrachtskunstenares die in de periode 1940-1955 enige bekendheid genoot in Nederland. Ze zong Franse chansons. Later ontwikkelde ze zich in de schilderkunst.

## Biografie
In 1936 maakte Suzanne Maniet onder haar artiestennaam Josée Sann haar debuut als zangeres of voordrachtskunstenares in het Parijse cabaret Montmartre. Ze werd daar gesteund door en raakte bevriend met zanger en componist Charles Trenet (1913-2001). Josée Sann zong veel nummers van Trenet, zoals 'Je chante' en 'Le polka du roi'. Bij het uitbreken van de Tweede Wereldoorlog was Josée Sann in Knokke voor optredens bij het casino en kon zij niet meer terugreizen naar Parijs. Eind april 1940 reisde ze samen met haar manager door naar Nederland. Na enkele kleine optredens met Franse chansons, onder meer bij het Piccadilly-Cabaret in Den Haag, huurde haar manager theater Diligentia af voor een serie solo-optredens. Daarna volgden optredens in andere steden en voor de radio, meestal begeleid door pianist Walter Stanley.
In 1942 trad ze op in De Mallemolen, een cabaretprogramma in het Kurhaus met onder meer Cor Ruys, Ko van Dijk en Lies de Wind, waar ze Nederlandse en Franse liedjes zong. De solo- en gezamenlijke optredens bezorgde haar landelijke bekendheid. De kranten beschrijven haar als 'de welbekende vedette de la chanson française' en als ze bij een val door een glazen dakraam een rugwervel breekt, haalt dat alle kranten en wordt haar toestand op de voet gevolgd.
In 1941 verschijnt de een langspeelplaat van Josée Sann, getiteld Habitude en later verschijnt nog een plaat met de titel Paris tu n'a pas change. In december 1941 trad ze op in een huldigingsprogramma rond Willy Derby. Gezamenlijk zongen ze hetzelfde nummer, Sann in het Frans en Derby in het Nederlands. Begin 1942 gaf Josée Sann een uitgebreide afscheidstournee vanwege haar vertrek naar Portugal. In de zomer van 1942 trad ze echter nog wel op in Nederland, onder andere met Willy Derby, cabaret De Mallemolen en het Royal-variété in Amsterdam. In 1943 is ze weer definitief terug in Nederland. Josée Sann trad in de beginjaren van de Nederlandse televisie enkele malen op in televisiestudio Irene. In het programma Josée Sann ontvangt... (KRO, 2-11-1952) en met Cabaret Josée Sann (AVRO, 22-2-1952) trad ze zelf op en ontving ze bekende artiesten uit de wereld van het cabaret en variété. Omstreeks 1958 of eerder stopt ze met zingen.
In 1942 trad ze voor het eerst op in theater Grand Hotel Gooiland in Hilversum, eigendom van de familie Buurke. In 1944 trad ze in het huwelijk met J.G. Buurke die met zijn vader en broer Hotel Maatschappij Gooiland leidde. Het echtpaar woonden in een van de bijgebouwen op het landgoed van Kasteel de Hoge Vuursche, wat eveneens eigendom was van de familie Buurke. Na haar huwelijk verzorgde ze als binnenhuisarchitecte de aankleding van de hotels die haar echtgenoot exploiteerde: Grand Hotel Gooiland, Hamdorff in Laren en ze werkte aan de restauratie van de interieurs van Hoge Vuursche. In 1971 ontwierp ze het interieur van Club Saltimbanque, een discotheekzaal in Hotel Hamdorff.
Ze leerde zichzelf schilderen en exposeerde haar naïeve kunst enkele malen in de kunstzaal van hotel Hamdorff in de periode 1966-1976. Haar onderwerp waren fantasiewezens, harlekijnen, poppen, sprookjes en de natuur. Raoul Hynckes en David Schulman noemde ze als schilders die haar inspireerden. Als schilderes signeerde ze haar werk met haar geboortenaam Suzanne Maniet. Ze exposeerde in Nederland en Frankrijk, was lid van de Salon des Independants en de Salon des Artistes Français in Parijs. Ze won een tweede prijs van het Centre Internationale Artistique.